# Thomas Ayasse
Thomas Ayasse (Tolosa, 17 febbraio 1987) è un ex calciatore francese, di ruolo centrocampista.

## Carriera
Ha giocato in massima serie con Arles-Avignon, Nancy e Troyes.